# Sacred Heart Cathedral (Kiribati)

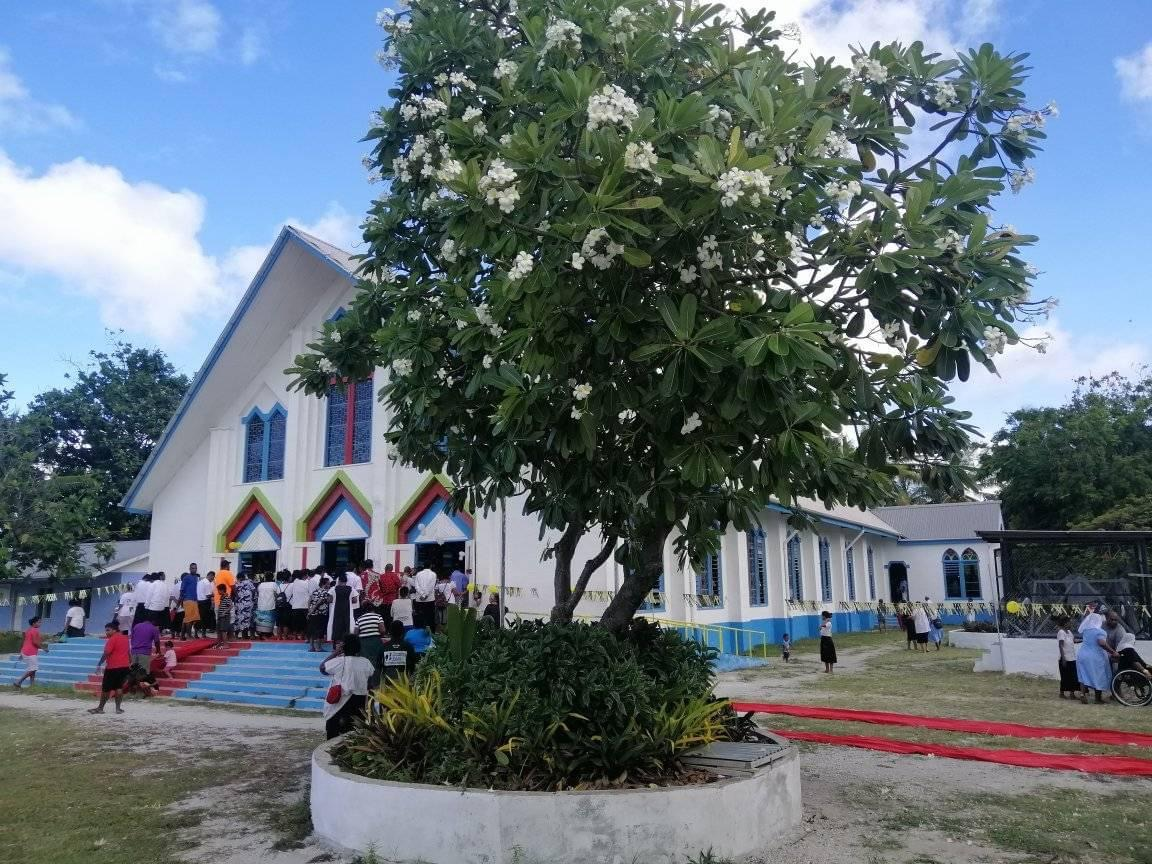
Sacred Heart Cathedral

Die Sacred Heart Cathedral ist eine katholische Kirche in Teaoraereke auf dem Atoll Tarawa im Inselstaat Kiribati.

## Geschichte
Die Kirche ist dem Heiligsten Herzen Jesu geweiht. Sie ist Bischofssitz der Diözese Tarawa und Nauru (Dioecesis Taravana et Nauruna), welche bis 1982 Diözese Tarawa, Nauru und Funafuti und von 1966 bis 1978 Diözese Tarawa hieß. Das Hauptquartier der Diözese mit mehreren Gebäuden schließt sich östlich an das Gebäude an. Dort legte die erste Nonne aus Kiribati 2016 ihre Gelübde ab.
Bischof war bis zu seinem Tod im August 2022 Koru Tito.